# 交错多项式
代数中，交错多项式（alternating polynomial）是多项式{\displaystyle f(x_{1},\dots ,x_{n})}，使得交换任意两个变量，多项式的符号发生变化：
{\displaystyle f(x_{1},\dots ,x_{j},\dots ,x_{i},\dots ,x_{n})=-f(x_{1},\dots ,x_{i},\dots ,x_{j},\dots ,x_{n}).}
等价地，排列变量时，多项式的值会因排列的符号而改变：
{\displaystyle f\left(x_{\sigma (1)},\dots ,x_{\sigma (n)}\right)=\mathrm {sgn} (\sigma )f(x_{1},\dots ,x_{n}).}
更一般地说，若交换{\displaystyle x_{i}}中任意两个变量会改变符号、而交换{\displaystyle y_{j}}则保持不变，就称多项式{\displaystyle f(x_{1},\dots ,x_{n},y_{1},\dots ,y_{t})}在{\displaystyle x_{1},\dots ,x_{n}}中交错。

## 与对称多项式的关系
对称多项式与交错多项式（具有相同的变量{\displaystyle x_{1},\dots ,x_{n}}）之积有如下表现：
- 两对称多项式之积仍是对称的；
- 对称多项式与交错多项式之积是交错的；
- 两交错多项式之积是对称的。

这正是奇偶性的加法表，“对称”对应“偶”，“交错”对应“奇”。于是，对称多项式与交错多项式的直和构成了超代数（{\displaystyle \mathbf {Z} _{2}}-分次代数），其中对称多项式是偶部，交错多项式是奇部。分次与多项式的次数无关。
交错多项式在对称多项式代数上形成了模（超代数的奇部是偶部上的模）；事实上，它是秩为1的自由模，以n元范德蒙多项式为生成子。
若系数环的特征为2，则这两个概念没有区别，即交错多项式就是对称多项式。

## 范德蒙多项式
基本交错多项式是范德蒙多项式：
{\displaystyle v_{n}=\prod _{1\leq i<j\leq n}(x_{j}-x_{i}).}
这显然是交错的，交换两变量会改变其中一项的符号，而不改变其他项的符号。
交错多项式正是范德蒙多项式乘以对称多项式：{\displaystyle a=v_{n}\cdot s}，其中s是对称多项式。这是因为：
- {\displaystyle v_{n}}是每个交错多项式的因式：{\displaystyle (x_{j}-x_{i})}是每个交错多项式的因式，因为如果{\displaystyle x_{i}=x_{j}}，则多项式为零（交换它们不会改变多项式，所以得到

{\displaystyle f(x_{1},\dots ,x_{i},\dots ,x_{j},\dots ,x_{n})=f(x_{1},\dots ,x_{j},\dots ,x_{i},\dots ,x_{n})=-f(x_{1},\dots ,x_{i},\dots ,x_{j},\dots ,x_{n}),}
于是{\displaystyle (x_{j}-x_{i})}是因式），于是{\displaystyle v_{n}}是因式。
- 交错多项式乘以对称多项式仍是交错多项式，于是{\displaystyle v_{n}}的所有倍数都是交错多项式。

相反，两交错多项式相除是（可能有理的）对称多项式（不必是多项式），而交错多项式除以范德蒙多项式是多项式。舒尔多项式就是这样定义的，即交错多项式除以范德蒙多项式。

### 环结构
因此，用{\displaystyle \Lambda _{n}}表示对称多项式环，则对称与交错多项式环是{\displaystyle \Lambda _{n}[v_{n}]}，更精确地说是{\displaystyle \Lambda _{n}[v_{n}]/\langle v_{n}^{2}-\Delta \rangle }，其中{\displaystyle \Delta =v_{n}^{2}}是对称多项式，即判别式。
也就是说，对称与交错多项式环是对称多项式环的2次扩张，其中伴随了一个判别式的平方根。
或者说，是
{\displaystyle R[e_{1},\dots ,e_{n},v_{n}]/\langle v_{n}^{2}-\Delta \rangle .}
若2不可逆，情况就有些不同，必须使用不同的多项式{\displaystyle W_{n}}，得到不同的关系。见Romagny。

## 表示论
从表示论视角来看，对称与交错多项式是对称群在n元多项式环的n个字母上的作用的子表示。（形式上，对称群作用于n个字母，因此也作用于导出对象，如n个字母上的自由对象——多项式环之类。）
对称群有2个1维表示：平凡表示与符号表示。对称多项式是平凡表示，交错多项式是符号表示。形式上，任何对称（或交错）多项式的标量跨度（scalar span）是对称群的平凡（或符号）表示，多项式的乘法张量就是表示。
特征为2时，这些并不是不同的表示，分析就复杂了。
若{\displaystyle n>2}，对称群对多项式环的作用还有其他子表示，这在对称群表示定理中有讨论。

## 不稳定
交错多项式是不稳定的现象：n元对称多项式环可从任意多元对称多项式环得到，方法是计算{\displaystyle x_{n}}以上的变量对应的值设为0，因此对称多项式的定义是“稳定”或“兼容”的。然而，交错多项式，尤其范德蒙多项式却并非如此。